# 添馬台
添馬台是一個由香港特別行政區政府於2019年12月設立的臉書專頁，自稱是一個以闢謠為目的而設立的平台，尤其在創立後不久遇上2019冠状病毒病疫情，該專頁也發放政府官方消息和立場，相關貼文一度引起學者質疑及論戰。其名稱添馬是香港特別行政區政府總部的所在地。

## 簡介
2019年香港爆發反對逃犯條例修訂草案運動期間，香港政府被指在輿論上處於被動，有鑑於此，當局先於該年6月設立「政府回應近期社會事件」之網頁，再於同年12月在臉書設立一個名為「添馬台」（Tamar Talk）的社群專頁，根據其簡介，該專頁稱「希望透過此專頁，提供有關近日香港社會事件的資料，以正視聽」。該臉書專頁由政府高官統籌，由政府新聞處管理，以專人密切留意在媒體上關於反修例事件的「謠言」並盡快作出澄清，2019年12月16日，添馬台張貼有關警察公共關係科總警司郭嘉銓在警方記者會上的講話作為第一篇貼文。
12月26日，行政長官林鄭月娥在臉書發文，稱會透過添馬台作澄清和反駁「偏頗、不公道、不負責任、甚至別有用心的言論」。
全國港澳研究會理事顧敏康在《文匯報》撰文認為，香港政府「完全可以在『添馬台』的基礎上打造一個新的公共廣播機構」，以取代香港電台（香港唯一的公共廣播機構）。
2020年2月，林鄭月娥表示在2019冠状病毒病疫情期間，政府各部門及添馬台的同事「往往要在深夜發稿澄清，避免因炒作而影響抗疫成效，或引起市民不必要的恐慌」，對此香港記者協會主席楊健興批評林鄭月娥和相關官員在抗疫期間不少言論都是不盡不實，且不少做法亦自相矛盾，例如政務司司長張建宗曾宣稱「疫情已受控」後被香港大學感染及傳染病中心總監何栢良反駁，官方後來也沒有提供一個清楚說法去表示疫情到底是否受控，僅表示「情況正在受嚴密監控」或「正嚴密監控疫情」；同年2月，新公務員工會組織避免人群聚集的流水式集會，抗議政府抗疫安排，被政府發言人批評「在疫情嚴峻的情況下，這做法完全不負責任，對公務員和市民的安全置之不顧，並且明顯有違政府減少社交接觸的重要抗疫指引」，然而政府卻沒有對出席數十人的聚餐、均沒有戴口罩且唱卡拉OK的警務人員作出評論，批評政府就「減少社交接觸」指引的訊息混亂。楊健興又批評府訊息混亂矛盾，失信於民，指政府的「澄清」往往是「越澄清越混亂」，建議政府「多講事實真話，少點語言偽術」。

## 事件
2020年1月，就2019冠状病毒病疫情的影響，香港政府宣佈有限度地封閉關關口以減少中國內地訪客人數，又指新政策估計可減低八成內地入境人士。香港中文大學講師梁啟智就政府的新措施撰文質疑，認為當局的新政策作用不大，又以數據和製作圖表以論證「局部封關」的關口只佔總內地旅客數目的11％。同月28日，添馬台發表數據圖文反駁相關說法，又批評製圖者「邏輯混亂，魚目混珠」。
就添馬台的有關帖文，香港新聞工作者區家麟及國際關係學者沈旭暉也隨之發文指出其錯處或誤導之處，例如：
- 添馬台帖文中的圓餅圖的製作者搞錯了圓餅圖的基本原理，甚至讓該圖的百分比加起來是負數；
- 帖文宣稱新政策「停止個人遊少了50%」、「停止赴港旅行團少了20%」、「減少跨境交通少了10%」，但同時宣稱「內地個人遊簽注及赴港內地旅行團約佔內地旅客75％」；
- 帖文宣稱「停止個人遊少了50%」，然而港澳個人遊的簽證有一年限期（即是「一簽多行」），已經簽發的自由行簽證在一年內依然有效，故不能簡單地以加減法作出「停止個人遊少了50%」的判斷；
- 所有出入境旅行團在新政策實施前早已由中國大陸方主動停辦，故「停止赴港旅行團少了20%」實際上與新政策無關；
- 政府指「內地旅客將大減八成」，然而相關說法缺乏「比較基數」，且是否將會「大減八成」也需要在未來檢驗才能知悉。

沈旭暉也指出，梁啟智的圖表的兩個內容「講述目前從不同關口進入香港的百份比，發現政府封掉的數個關口，只佔內地人來香港的比例不足10%」和「講述目前使用不同簽證進入香港的內地人百份比，發現使用商務、探親理由進入香港的，大概有35%」，其根據的都是公開數字，屬客觀事實。他又指出內地入境者數目相對於措施實施前一天，減少了不足三成，而非林鄭月娥誤導公眾的「超過九成」；此外，通過機場抵達香港的內地旅客入境數量非但沒有減少，反而有所微升，而通過機場入境的內地人一般比通過陸路入境的富有，這些人更能負擔香港高質素的醫療服務。區家麟則批評當局「聘請了一群連數據基本概念都搞不清楚的人去做事實查核」。

## 外部連結
- 添馬台的Facebook專頁
- 政府回應近期社會事件 （页面存档备份，存于）
- 找錯處：政府喉舌一圖三誤導 （页面存档备份，存于）